# The Boswell Sisters
The Boswell Sisters era um grupo de cantoras de harmonia fechada, formado pelas irmãs Martha Boswell Lloyd (9 de junho de 1905 – 2 de julho de 1958), Connee Boswell (originalmente Connie, 3 de dezembro de 1907 – 11 de outubro de 1976), e Helvetia "Vet" Boswell (20 de maio de 1911 – 12 de novembro de 1988), conhecido por harmonias intrincadas e por experimentação rítmica. Alcançaram destaque nacional nos Estados Unidos na década de 1930.

## Juventude e educação
As irmãs cresceram numa família de classe média à Camp Street, 3937, na parte alta da cidade de Nova Orleães, Louisiana. Marta e Connie nasceram em Kansas City, Missouri. Helvetia nasceu em Birmingham, Alabama. (Connee mudou a forma de escrever seu nome na década de 1940.) Nascidas de um ex-ator de vaudeville, Clyde "A. C." Boswell, e de sua esposa amante da música, Meldania, as irmãs, junto com seu irmão Clyde Jr. ("Clydie"), aos 14 anos— chegaram a Nova Orleães como crianças, em 1914. Martha, Connie, e Vet estudaram piano clássico, violoncelo, violino e guitarra, respectivamente, sob a tutela do professor Otto Finck, da Universidade de Tulane. Elas tocavam seu repertório de clássicos em recitais locais, frequentemente como um trio, mas o cenário jazzístico logo as conquistaram, pessoal e profissionalmente. "Nós estudávamos música clássica . . . e estávamos sendo preparadas para o palco e uma turnê de concertos por todos os Estados Unidos, mas o saxofone nos pegou," Marta disse numa entrevista, em 1925 para o Shreveport Times.
Além de proporcionar às jovens Boswells uma educação musical clássica e formal, Meldania Boswell levava seus filhos regularmente para ver os grandes artistas afro-americanos do momento no Teatro Lírico. Ali, a jovem Connie ouviu Mamie Smith, cujo "Crazy Blues" (1920), o primeiro blues gravado por um afro-americano, foi um sucesso. Connie mais tarde iria imitar o estilo de Smith na primeira gravação das Boswells, "I'm Gonna Cry (Cryin' Blues)," antes de definir seu próprio estilo vocal. Em entrevistas, as irmãs contaram que andavam por Nova Orleães em busca de sons novos e interessantes, os quais muitas vezes eram encontrados no lado de fora das igrejas e dos bares afro-americanos.
Como seu irmão mais velho Clydie começou a desprender-se da música clássica em favor do estudo do jazz, ele introduziu suas irmãs ao novo estilo sincopado e para muitos dos jovens músicos de jazz em Nova Orleães. Leon Roppolo (clarinete, guitarra), Monk Hazel (bateria, corneta), Pinky Vidacovich (clarinete, saxofone), Nappy Lamare (guitarra, banjo), Ray Bauduc (tuba, vocal), Dan LeBlanc (tuba), Leon Prima (trompete), Louis Prima (trompete, vocais), Wingy Manone (trompete, vocais), Al Gallodoro (clarinete, saxofone), Chink Martin (baixo, tuba, guitarra), Santo Pecora (trombone), Raymond Burke (clarinete, saxofone), e Tony Parenti (clarinete, saxofone) eram convidados costumeiros ao lar dos Boswells. As irmãs foram particularmente influenciadas pelo cornetista Emmett Louis Hardy, outro amigo de Clydie, cujos talento e habilidade ajudaram a moldar o conhecimento da hamornia do jazz, síncope, e improvisação das irmãs. Ambos Hardy e Clydie morreram jovens, e sem serem gravados, Hardy, de tuberculose, aos 22 anos de idade, e Clydie, de complicações relacionadas à gripe, a aos 18 anos.
Após tornar-se interessada em jazz, Vet passou a tocar banjo e Connie, saxofone. Martha continuou a tocar piano, mas com foco nos ritmos e expressões idiomáticas do ragtime e do hot jazz.

## Carreira
As irmãs passaram a ser bem conhecidas em Nova Orleães enquanto ainda no início de suas adolescências, fazendo aparições em teatros locais e na mídia emergente do rádio. No início da década de 1920, elas estavam se apresentando regularmente nos teatros locais de vaudeville, com um ato que combinavam clássicos, semi-clássicos e estilos de jazz—embora, à medida em que a popularidade delas aumentava, os clássicos tenham ficado para trás. As irmãs se apresentavam como fariam por praticamente toda a sua carreira: Marta e Connee sentadas ao piano, com Vet de pé atrás. Esse arranjo servia para disfarçar a incapacidade para andar de Connie, uma condição cuja origem nunca foi totalmente confirmada. Um ataque de poliomielite e um acidente de kart são as duas principais hipóteses, e Connie fez uso de ambas em várias fontes de mídia. Uma teoria sustenta que Meldania tenha forjou a estória do acidente de kart, a fim de poupar a filha do estigma que acompanha a doença.
Em 1925, elas fizeram sua primeira gravação para a Victor Records. Depois de sair em turnê com uma companhia de vaudeville, pelo Arkansas, pelo Texas e por Oklahoma, as irmãs chegaram a Los Angeles em 1929. Elas apareceram em programas de rádio e gravaram músicas para serem dubladas em filmes. No entanto, a Boswell Sisters não obtiveram a atenção da nação até elas se mudarem para a Cidade de Nova York em 1930 e começarem a fazer transmissões de rádio a nível nacional. Elas tiveram um programa na CBS de 1931 a 1933.
Depois de algumas gravações para a OKeh, em Los Angeles, em 1930, elas fizeram vários registros para Brunswick Records de 1931 a 1935. Estes registros são amplamente considerados como um marco de gravações de jazz vocal. As regravações de melodias e ritmos de canções populares de Connee, junto com arranjos de Glenn Miller e músicos de jazz nova-iorquinos (incluindo os Irmãos Dorsey, Benny Goodman, Bunny Berigan, Fulton McGrath, Joe Venuti, Arthur Schutt, Eddie Lang, Joe Tarto, Manny Klein, Pau McDonough, e Carl Kress), tornaram essas gravações únicas. As melodias foram rearranjadas e desaceleradas, tons maiores foram alterados para tons menores (às vezes no meio da música), e inesperadas alterações rítmicas. Elas estavam entre os poucos artistas que foram autorizados a fazer alterações às músicas populares da época; durante esta época, editoras musicais e gravadoras pressionavam artistas para não alterarem os arranjos conhecidos de músicas populares. Connee também gravou uma série de solos mais convencionais para Brunswick durante o mesmo período.
As Boswell Sisters apareceram em filmes durante este tempo. Elas cantaram sua canção de 1934, "Rock and Roll", no filme Transatlantic Merry-Go-Round, trazendo consigo uso inicial da frase rock 'n' roll, referindo-se na canção ao "ritmo balançante e suave do mar". Elas cantaram a animada "Shout, Sister, Shout" (1931), composta por Clarence Williams, no filme The Big Broadcast, que contou com Bing Crosby e Cab Calloway. (A música também foi destaque no programa Boardwalk Empire, S5:E5.) A canção, uma das marcas musicais das irmãs, foi descrita numa edição da revista de música Mojo como "de forma nenhuma tão arcaica quanto sua idade".
As Boswell Sisters lançaram até 20 sucessos durante a década de 1930, incluindo a campeã "The Object of My Affection" (1935). (De nota especial é a sua participação em várias gravações de concertos em doze polegadas de Red Nichols, de Victor Young e de Don Redman e sua gravação de 1934 de "Darktown Strutters' Ball", que foi lançada apenas na Austrália.) Elas também realizaram duas turnês bem-sucedidas na Europa, que apareceram na e transmissão inaugural de televisão da CBS, e se apresentaram no Hello, Europe, o primeiro programa de rádio transmitido internacionalmente.
Elas estavam entre as primeiras estrelas do rádio, e, logo, um dos primeiros atos de sucesso da era do entretenimento de massas. Em 1934, as irmãs apareceram treze vezes no programa Bing Crosby Diverte na CBS. Eles foram apresentados no ventilador revistas, e suas imagens foram usadas em propagandas de produtos de beleza de uso doméstico. Durante o início da década de 1930 as Boswell Sisters, as Three X Sisters, e Pickens Sisters foram a influência dos primeiros grupos vocais femininos no rádio. As Andrews Sisters começaram como imitadoras das Boswell Sisters. A jjovem Ella Fitzgerald amava as Boswell Sisters e, em particular, idolatrava Connee, a cujo estilo de cantar ela moldou o seu próprio.
Em 1936, o grupo assinou com a Decca, mas depois de apenas três discos elas se separaram. A última gravação foi em 12 de fevereiro de 1936. Connie Boswell continuou a ter uma bem sucedida carreira solo como cantora para a Decca. Ela mudou a grafia de seu nome de Connie para Connee na década de 1940, supostamente porque ficava mais fácil para assinar autógrafos. Quando ela tentou se envolver com as turnês além-mar da USO durante a Segunda Guerra Mundial, ela não foi teve permissão para participar por causa de sua deficiência.
Grupos posteriores, the Pfister Sisters, the Stolen Sweets, Boswellmania, the Puppini Sisters, YazooZazz, o espanhol O Sister!,o trio italiano Sorelle Marinetti, e a banda isralense The Hazelnuts, imitaram as gravações das irmãs. A  Company B Jazz Band do Canadá inclui muitos arranjos das Bowell Sisters em seu repertório e até criou um set saudando a apresentação delas em Transatlantic Merry-Go-Round para a capa de seu segundo álbum, Rock & Roll. The Ditty Bops fazem cover das canções das Boswells em concertos. O Caffeine Trio do Brasil também afirma ter sido influenciado por elas. Também há um grupo australiano, o Boswell Project, baseado em Adelaide, Austrália Meridional. O trio harmônico londrino, The Haywood Sisters também regravaram alguns hits das Boswell Sisters e são bastante influenciadas pelo estilo delas.
Em 2001, The Boswell Sisters, um grande musical baseado em suas vidas, foi produzido no Old Globe Theatre, em San Diego, Califórnia. A peça estrelava Michelle Duffy, Elizabeth Ward Land, e Amy Pietz e foi produzida pela mesma equipe que produziu Forever Plaid. O show foi um sucesso de público e de crítica, mas não conseguiu ser escolhido para uma ansiada temporada na Broadway.
As Boswell Sisters foram indicadas para o Hall da Fama dos Grupos Vocais em 1998. Em cerimônia celebrada pelas Pfister Sisters, as Boswells foram indicadas para a Music Hall da Fama da Louisiana , em 2008.
Em 2014, a filha e a neta de Vet publicaram The Boswell Legacy, o primeiro livro abrangente sobre a vida e a época deste grupo tão influente.

## Singles de sucesso
| Ano  | Single                                                 | Ranking |
| Ano  | Single                                                 | US      |
| ---- | ------------------------------------------------------ | ------- |
| 1931 | "When I Take My Sugar to Tea"                          | 6       |
| 1931 | "Roll On, Mississippi, Roll On"                        | 7       |
| 1931 | "I Found a Million Dollar Baby"                        | 3       |
| 1931 | "It's the Girl"                                        | 9       |
| 1931 | "(With You on My Mind I Find) I Can't Write the Words" | 20      |
| 1931 | "Gems from George White's Scandals"                    | 3       |
| 1931 | "An Evening in Caroline"                               | 12      |
| 1932 | "Was That the Human Thing to Do?"                      | 7       |
| 1932 | "Stop the Sun, Stop the Moon (My Man's Gone)"          | 14      |
| 1932 | "Between the Devil and the Deep Blue Sea"              | 13      |
| 1934 | "Coffee in the Morning (Kisses in the Night)"          | 13      |
| 1934 | "You Oughta Be in Pictures (My Star of Stars)"         | 17      |
| 1934 | "Rock and Roll"                                        | 7       |
| 1935 | "The Object of My Affection"                           | 1       |
| 1935 | "Dinah"                                                | 3       |
| 1935 | "Alexander's Ragtime Band"                             | 9       |
| 1935 | "St. Louis Blues"                                      | 15      |
| 1935 | "Cheek to Cheek"                                       | 10      |
| 1936 | "I'm Gonna Sit Right Down and Write Myself a Letter"   | 3       |
| 1938 | "Alexander's Ragtime Band" (re-issue)                  | 4       |